# Segnosaurus
Segnosaurus („pomalý ještěr“) byl po dvou chodící teropodní dinosaurus dlouhý až 7 metrů a žijící před asi 91 milióny let. Jeho fosílie byly nalezeny na území dnešního Mongolska.

## Popis
Měl pravděpodobně malou úzkou lebku zakončenou bezzubým zobákem (dosud nebyla nalezena), dlouhé tříprsté přední končetiny se zahnutými drápy, silné čtyřprsté zadní nohy se zahnutými drápy (svou stavbou neumožňovaly rychlý běh) a dlouhý ocas. Jeho hmotnost se mohla pohybovat až kolem 4600 kg. Podle jiných odhadů vážil Segnosaurus při délce 6 metrů asi 1300 kilogramů.
Podle vědecké studie, publikované v září roku 2020, činila hmotnost tohoto dinosaura asi 4173 až 4595 kilogramů.

## Paleoekologie
Vědci se nemohou na základě skromných poznatků shodnout, jaký způsob života Segnosaurus vedl. Postupně vznikly tři teorie o způsobu jeho života:
- první teorie předpokládá, že se živil termity, které vyhrabával drápy na předních končetinách a posléze sbíral dlouhým jazykem.
- druhá teorie předpokládá, že se živil rybami, což naznačují stopy s plavacími blánami, které byly nalezeny u jeho fosilních pozůstatků.
- třetí teorie paleontologa Gregory S. Paula předpokládá, že to byl unikátní býložravý teropod, což naznačuje i stavba jeho pánve.

Segnosaurus patřil k podivným teropodům terizinosauridům, jako byl například i známější a větší rod Therizinosaurus.